# ميشيل عفلق
ميشيل عفلق (9 كانون الثاني 1910 - 23 حزيران / يونيو 1989)، مفكر سوري و قومي عربي كان له الدور الأكبر في تأسيس حزب البعث الذي أصبح فيما بعد حزب البعث العربي الاشتراكي. ولد في دمشق وأكمل دراسته الجامعية في باريس. بعدها عاد إلى دمشق وتنقل بينها وبيروت والقاهرة وبغداد. توفي في مشفى في باريس.
ولد عفلق في عائلة من الطبقة المتوسّطة في العاصمة السوريّة دمشق، ودرس في جامعة السوربون الفرنسيّة، حيث قابل فيها رفيقه السياسيّ المستقبليّ صلاح الدين البيطار. عاد عفلق إلى سوريا في عام 1932، وبدأ حياته السياسيّة في السياسة الشيوعية. أصبح عفلق ناشطًا شيوعيًا، لكنه قطع علاقاته بالحركة الشيوعيّة بعد دعمِ الحزب ِ الشيوعيِّ السوريِّ اللبنانيِّ السياساتِ الاستعماريّة الفرنسيّة. أسّس عفلق والبيطار في وقت لاحق من عام 1940، حركة الإحياء العربي (وسُمّيت فيما بعد باسم حركة البعث العربي، وأخذت الاسم من مجموعة زكي الأرسوزي). أثبتت الحركة نجاحها، وفي عام 1947 اندمجت حركة البعث العربي مع منظّمة زكي الأرسوزي التي حملت اسم البعث العربي أيضاً لتأسيس حزب البعث العربي. تمّ انتخاب عفلق لعضوية اللّجنة التنفيذيّة للحزب وانتخب «عميداً» (بمعنى زعيم) له.
اندمج حزب البعث العربيّ في عام 1952 مع الحزب العربي الاشتراكيّ الذي أسّسه أكرم الحوراني عام 1950 لتشكيل حزب البعث العربيّ الاشتراكيّ، وتمّ انتخاب ميشيل عفلق زعيماً للحزب عام 1954. بدأ الحزب خلال منتصف إلى أواخر الخمسينيات من القرن العشرين في تطوير العلاقات مع رئيس مصر حينها جمال عبد الناصر، ممّا أدّى في النهاية إلى تأسيس الجمهورية العربية المتحدة. أَجبرَ جمال عبد الناصر عفلق على حلّ الحزب، فقام بذلك دون التشاور مع الأعضاء. تمّت إعادة انتخاب عفلق أميناً عامّاً للقيادة الوطنية لحزب البعث بعد فترة قصيرة من حدوث الانفصال في عام 1961. تمّ بعد انقلاب الثامن من آذار /مارس عام 1963 إضعاف موقف عفلق داخل الحزب، إلى أن أُجبر في عام 1965 على الاستقالة من منصبه كزعيمٍ له. تمّ خلال الانقلاب السوري عام 1966خلع عفلق، ممّا أدى إلى حدوث انشقاقٍ داخل حزب البعث. هرب بعدها ميشيل عفلق إلى لبنان، وتوجّه بعد ذلك إلى العراق، وتمّ انتخابه أمينا عاما لقيادة حزب البعث في العراق في عام 1968، لكنّه لم يحتفظ خلال فترة ولايته بأي سلطة فعليّة، وظلّ في نفس المنصب حتى وفاته في 23 من شهر حزيران/ يونيو من عام 1989.
ترى نظريات عفلق حول المجتمع والاقتصاد والسياسة، والتي تعرف مجتمعةً باسم البعث، أنّ هناك حاجة للعالم العربيّ إلى التوحّد في أمّة عربيّة واحدة من أجل تحقيق حالة متقدّمة من التنمية. انتقد عفلق كلّاً من الرأسماليّة والشيوعيّة ورؤى كارل ماركس التي تعتبر أنّ المادّيّة الجدلية هي الحقيقة الوحيدة. ركّز الفكر البعثيّ بشكلٍ كبير على الحرّيّة والاشتراكيّة العربيّة – أيّ اشتراكيّة ذات سمات عربيّة، لم تكن جزءًا من الحركة الاشتراكيّة الدوليّة كما حدّدها الغرب. آمن عفلق بفصل الدّين عن الدّولة وكان مؤمنًا قويًا بالعلمانيّة، لكنّه كان ضدّ الإلحاد. كان يعتقد -بالرغم من كونه مسيحيًا- أنّ الإسلام دليلٌ على «العبقريّة العربيّة»، وقد أعجب بتنظيم وأيديولوجية الحزب السوري القومي الاجتماعي الذي يتزعمه أنطون سعادة. اتّهمت قيادة حزب البعث في سوريا في أعقاب انقسام حزب البعث عام 1966 عفلق بسرقة أفكار زكي الأرسوزي، ووصفته بأنّه «لصّ»، بالمقابل فقد رفضت قيادة حزب البعث في العراق الاتّهامات، ولا تعتقد أنّ الأرسوزيّ قد ساهم بالأساس في الفكر البعثيّ. فضلاً عن ذلك، قال صدّام حسين -دون تقديم دليل- إنّ عفلق قد اعتنق الإسلام سرّاً قبل وفاته، ولم يصدر أي رد فعل من عائلته أو أصدقائه على ذلك. وفي مقابلة صحفية نشرتها العربية نت في 7 أيار سنة 2007 مع إياد ابن ميشيل عفلق ذكرت العربية نت أنه "أكدت عائلة ميشيل عفلق، مؤسس حزب البعث العربي الاشتراكي، أنه ترك رسالة أعلن فيها اعتناقه الاسلام، وكتبها في طائرة تعرضت لخلل فني في الجو فوق بغداد عام 1980 ، وجهها إلى الرئيس العراقي صدام حسين" وقال إياد ابن ميشيل إن والده كان في رحلة من باريس إلى بغداد حدث أثناءها خلل فني في الطائرة فكتب ميشيل حينئذٍ رسالة موجهة إلى صدام حسين قال فيها ميشيل "إذا حصل لي حادث، فإني أموت على دين الإسلام. وأشهد أن لا إله إلا الله وأن محمداً رسول الله" قال إياد إن والده ميشيل وقّع في نهاية الرسالة باسم أحمد ميشيل عفلق وتاريخ 12 تموز 1980"، وقال إياد "في عام 1995 عثرت على الرسالة في القرآن الذي كان يحمله والدي معه في الطائرة فأرسلت رسالة للرئيس صدام حسين أخبره بذلك كما أرسلت له رسالة والدي، وبعد ذلك قررت القيادة العراقية وضعها في ضريح ببغداد" ونشر موقع الحقيقة الدولية نصّ الرسالة التي أرسلها إياد ابن ميشيل عفلق إلى الرئيس صدام حسين قال فيها "السيد الرئيس القائد صدام حسين المحترم، حفظكم الله ورعاكم،وتحية حب واحترام وبعد، أبعث لسيادتكم طيا وثيقة بخط والدنا رحمه الله، عثرنا عليها بين صفحات إحدى نسخ القرآن الكريم الموجودة لدينا، وقد ارتأينا في الأسرة أن نرسلها لسيادتكم نظرا لأهميتها. مع فائق التقدير والإحترام، 1995/03/19". وقال إياد عن قبر والده في بغداد "هناك تقارير تحدثت أنه تم نبش القبر وتدميره".

## نشأته
ولد ميشيل عفلق في حي الميدان في دمشق لعائلة من الطبقة المتوسطة تدين بالمسيحيّة الأرثوذكسية. كانت أسرة أبيه يوسف عفلق فرعا من عائلة أبو عسلة من راشيا الوادي (حاليا في لبنان) بينما كانت أصول أمه رسمية زيدان تنحدر من حمص. كان لنشأته في حي الميدان المعروف بعنفوانه ومشاركته في الأحداث (مثل النضال في فلسطين وقيام الحكم العربي الفيصلي) أثر كبير على طفولته ونشأته واهتماماته.

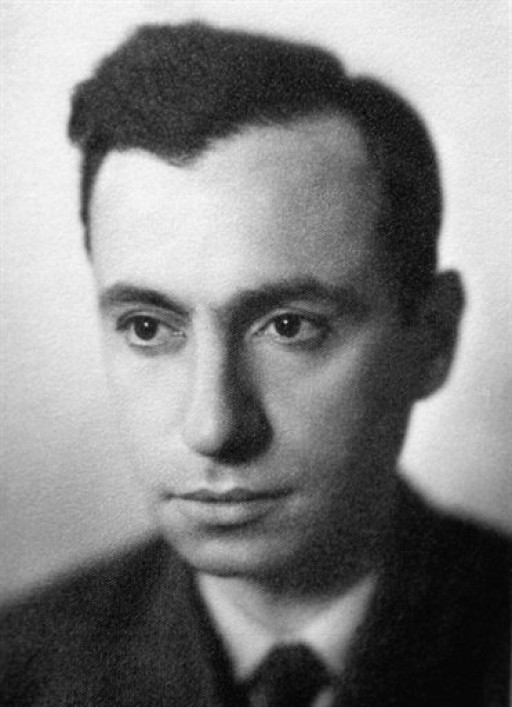
عفلق كان أستاذا للتاريخ والفلسفة في دمشق.

تلقّى تعليمه في المدارس الفرنسية في سوريا الواقعة تحت الانتداب الفرنسي على سوريا ولبنان.

## البدايات والنشاط

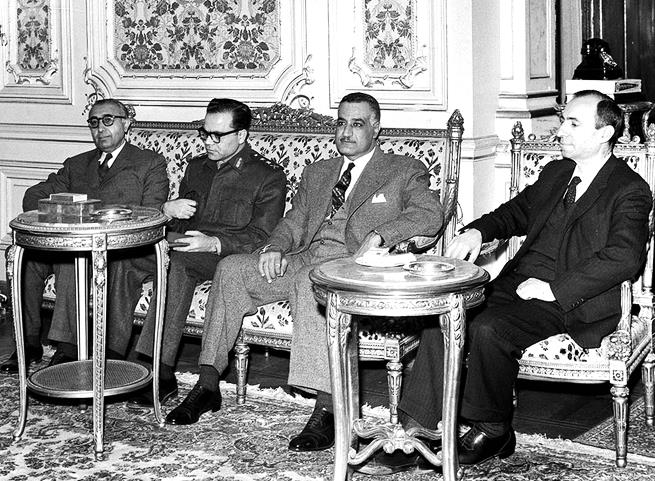
اجتماع بين الوفد السوري ورئيس جمهورية مصر العربية/الجمهورية العربية المتحدة جمال عبد الناصر في سياق محادثات الوحدة الثلاثية بين مصر وسوريا والعراق. من اليسار إلى اليمين: رئيس الوزراء صلاح الدين البيطار، الرئيس لؤي الأتاسي، ناصر، ورئيس القيادة القومية لحزب البعث ميشيل عفلق.

لمع نجم ميشيل على مقاعد الدراسة وانتقل إلى باريس مع صديقه صلاح الدين البيطار ليلتحق بجامعة السوربون حيث بلور أفكاره الحزبية. وفي باريس، انخرط عفلق في الجمعية العربية السورية (التي كانت تدعو إلى الاستقلال والدفاع عن فلسطين والوحدة العربية الشاملة) وجمعية الثقافة العربية (التي مازالت تهتم بأمور الأدب والتاريخ العربي). وتأثر عفلق بحركة الانبعاث الإيطالي بزعامة جوزيبي مازيني فحملها بأهدافها إلى الواقع العربي ولم يكن الفكر البعثي وليد ثقافة ميشيل عفلق بل استورد عفلق فكرة الانبعاث الإيطالي بأهدافه (الوحدة - الحرية - الاستقلال)، ولكون كثير من الدول العربية نالت استقلالها نسبيا مزج عفلق مبدأ الإشتراكية ليكون الفارق البسيط مع فكرة مازيني (الانبعاث الإيطالي).
وبعد رجوعه إلى سوريا عام 1933، عمل عفلق والبيطار كمدرسين، وبدآ يبشران بأفكارهما في أوساط الطلاب والشباب ونشط في الوسط السياسي. وفي عام 1942 استقالا من عملهما، وانصرفا كلية للنضال الفكري والسياسي والقومي. وخضع ميشيل عفلق وصلاح الدين البيطار في فرنسا لجملة من التأثيرات الثقافية التي تركت عندهما انطباعات متباينة، ثم عندما عادا إلى الوطن خضعا أيضا لتأثيرات محلية، قومية ودينية وسياسية مختلفة، وكانت حصيلة هذه التأثيرات الداخلية والخارجية المتباينة أن وقع الاثنان تحت وطأة «أزمة روحية وفكرية عميقة استمرت عامين» انقطعا خلالها عن كل كتابة. كان جوهر الأزمة التي كان يعاني منها ميشيل عفلق، في تلك الفترة هو الموقف من الشيوعية ومن الحزب الشيوعي السوري. يقول ميشيل عفلق حول هذه النقطة:
قام عفلق عام 1941 بتكوين أول جماعة سياسية منظمة باسم الإحياء العربي أصدرت بيانها الأول في شباط. وما لبثت هذه الجماعة أن وضعت مبادئها القومية موضع التنفيذ عندما أعلنت تأييدها لانتفاضة رشيد عالي الكيلاني في العراق ضد الإحتلال البريطاني عام 1941، وأسست «حركة نصرة العراق».
وبمساعدة صلاح الدين البيطار والدكتور مدحت البيطار، عقد المؤتمر التأسيسي في 7 نيسان عام 1947 في دمشق، وانتخب ميشيل عفلق عميدا للحزب.
وفي عام 1952 تم دمج حزب البعث العربي مع الحزب الاشتراكي بقيادة أكرم الحوراني ليصبح حزب البعث العربي الاشتراكي.

## السيرة المهنية

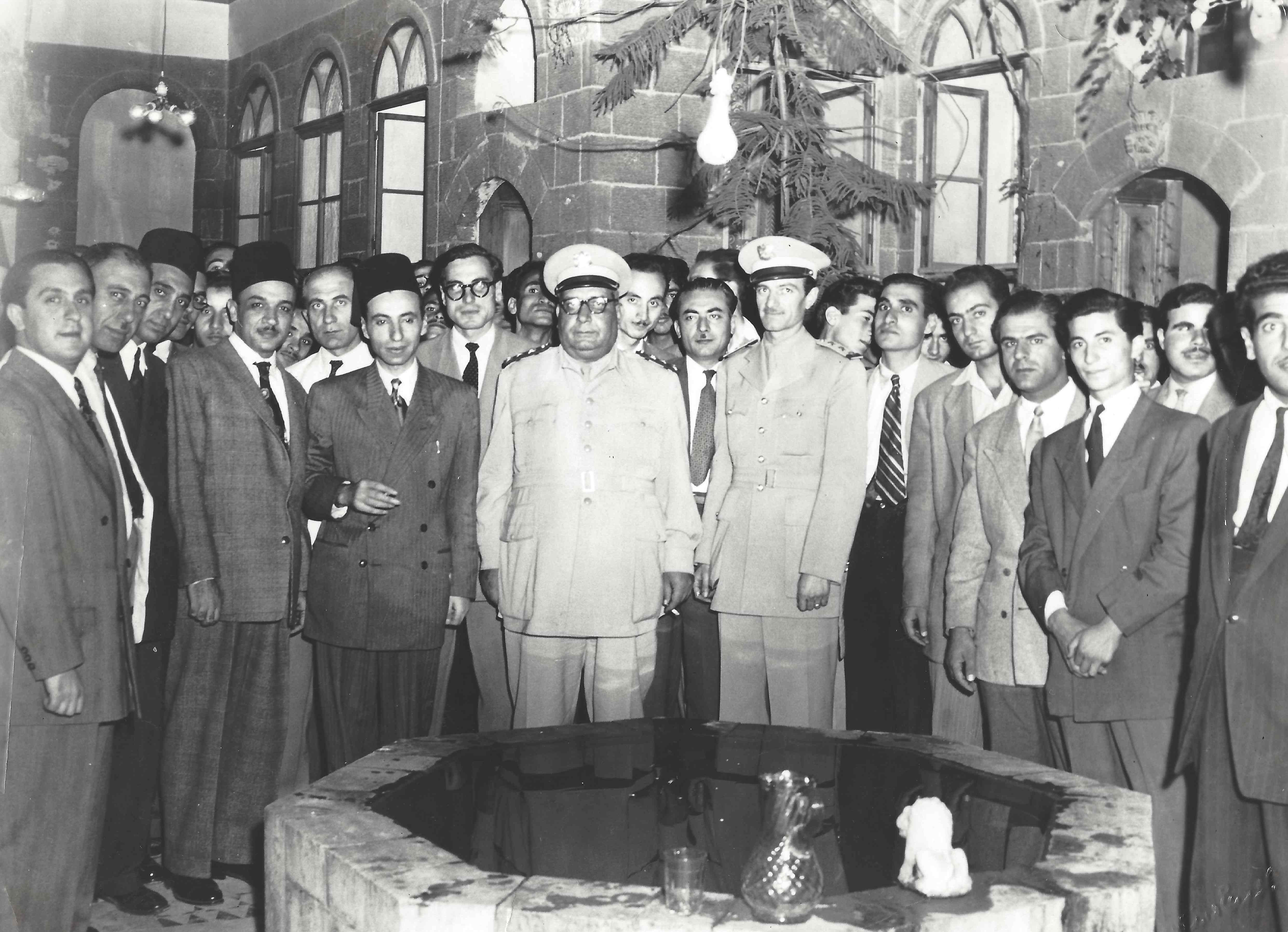
سامي الحناوي رئيس سوريا وعن يسارهِ باللباس العسكري مرافقه خالد جادا وعن يمينهِ ميشيل عفلق وأسعد طلس وصلاح الدين البيطار في لقاء سياسي بدمشق

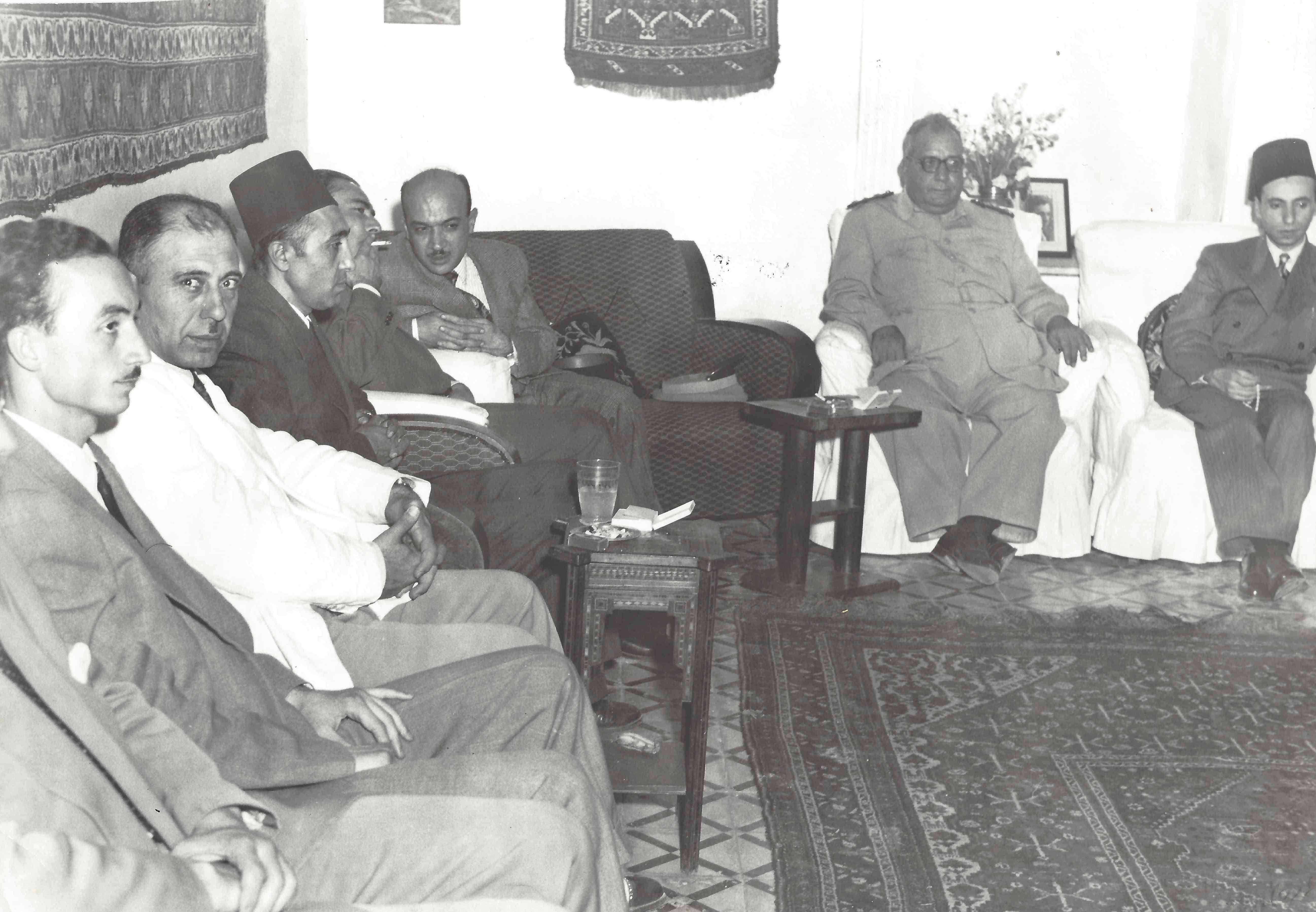
ميشيل عفلق (في اليمين) ثم سامي الحناوي وبعده محمد أسعد طلس ويظهر أيضا في اليسار صلاح الدين البيطار في عقد الأربعينيات من القرن العشرين

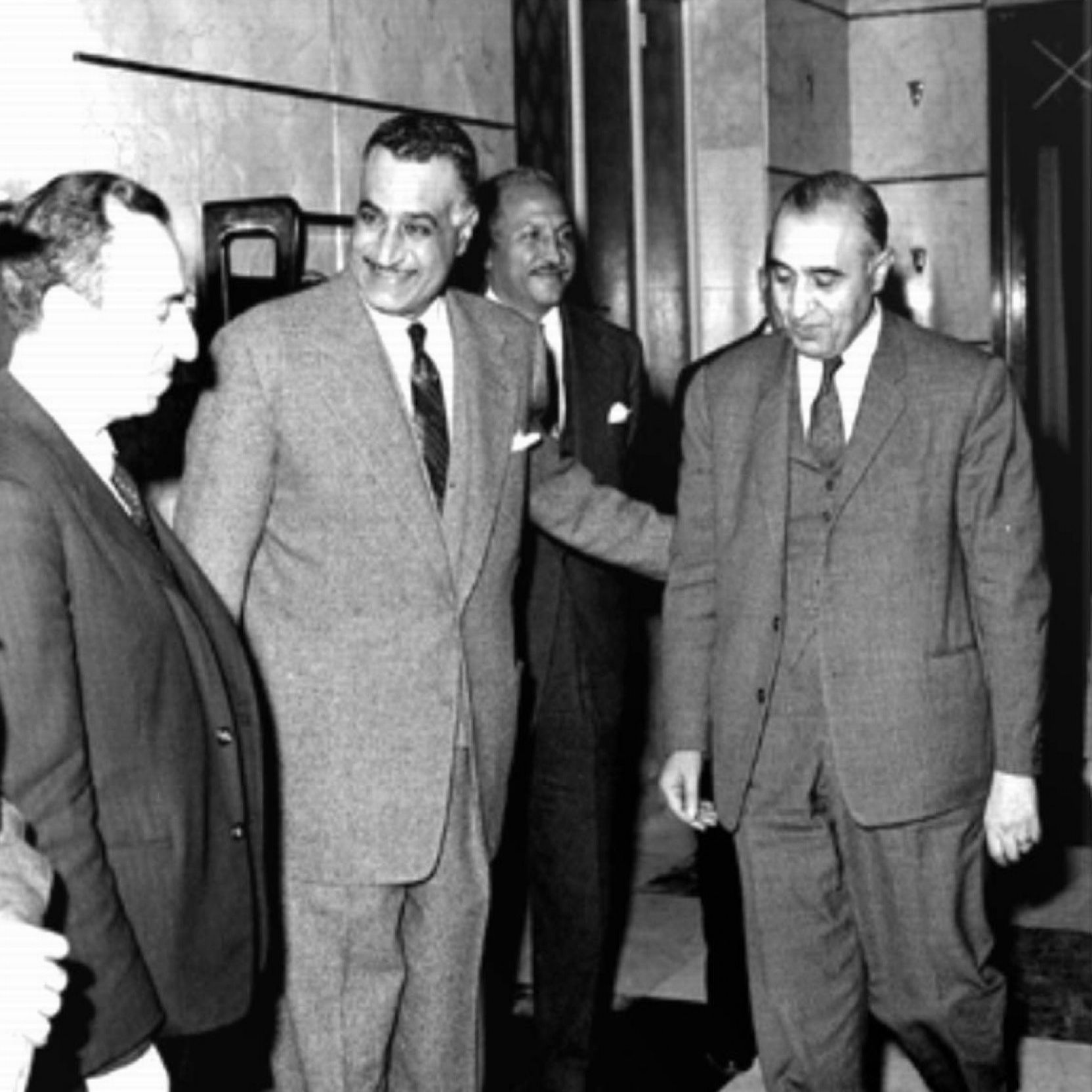
عفلق مع عبد الناصر وصلاح البيطار عام 1958.

تسلم منصب وزير التعليم في عام 1949، واستقال من منصبه بعد فترة وجيزة. وفي عام 1952 فرّ إلى بيروت مع أكرم الحوراني وصلاح الدين البيطار عام 1953 هرباً من الاضطهاد السياسي لنظام أديب الشيشكلي. وعاد إلى بلده مرة أخرى عام 1954. في الفترة الواقعة بين 1955 و1958 كان ميشيل عفلق من أبرز الداعين إلى وحدة سوريا ومصر، ولعب دورا بارزا في تحقيقه الوحدة بينهما عام 1958. وبالرغم من كونه الأب الروحي لحزب البعث الحاكم في سوريا وأمينه العام (القيادة القومية) فقد وجد نفسه في مواجهة بروز تغلغل عسكري وفئوي داخل الحزب تتوج في 23 شباط 1966 بانقلاب دموي أطاح بالقيادة التاريخية للحزب فترك سورية وقال «"ليس هذا حكم البعث، وليست هذه ثورة البعث، ولا الأهداف أهداف حزبنا وشعبنا.. ولا الأخلاق أخلاق حزبنا وشعبنا"». لجأ إلى بيروت ومن ثم إلى بغداد عام 1975 بعد اشتداد الحرب الأهلية في لبنان وركز على قيادة العمل الفكري في الحزب وفي هذا الإطار دعى عام 1985 إلى بناء عمل عربي مستقبلي وأشرف على عدة اجتماعات عقدت في بغداد وباريس للحوار بين مثقفين وشخصيات قومية وقيادات من عدة أحزاب عربية.

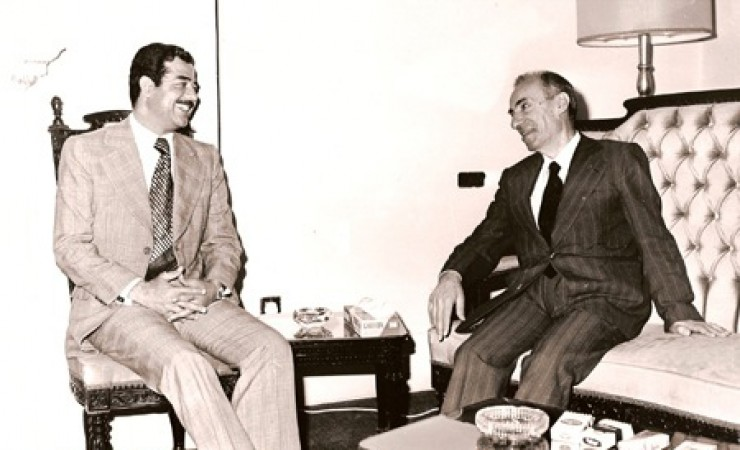
عفلق مع صدام حسين عام 1979.

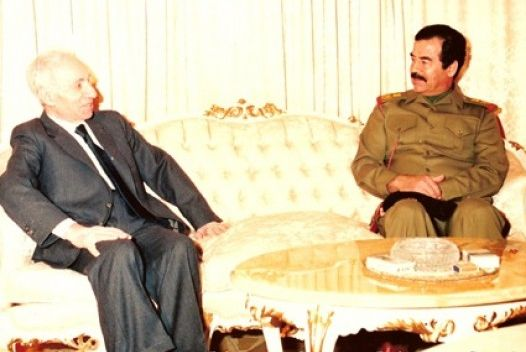
عفلق مع صدام حسين عام 1988.

## أفكاره

### الحرية
دعا عفلق إلى الحرية من الاستعمار وإلى حرية الفرد وإلى الديمقراطية، وفي هذا السياق يقول: 

## علاقة البعث بالأفكار والنظريات الأخرى

### علاقة البعث بالإسلام
اشتهر ميشيل عفلق بترديد عبارة تدل على اعتزازه بنبي الإسلام محمد وهي:

أكد عفلق باستمرار وتزامن، على المستوى النظري والمستوى العملي، وعلى التلازم والتداخل بين العروبة والإسلام من جهة وبين العلمانية والقومية العربية من جهة أخرى، حيث يقول عام 1982:

ويقول المفكر الإسلامي محمد عمارة عن ميشيل عفلق: 

وقال ميشيل عفلق أيضًا في الجزء الأول من كتابه في سبيل البعث تحت عنوان «حول الرسالة العربية»: 
وفي الاقتباس التالي عن ميشيل عفلق يبين بصورة واضحة عن موقفه من الإسلام وتعلقه المبدئي به كدين وهوية وباعث للعرب بمسلميهم ومسيحييهم:
| ميشيل عفلق | فالفكرة القومية المجردة في الغرب منطقية إذ تقرر انفصال القومية عن الدين. لأن الدين دخل على أوروبا من الخارج فهو أجنبي عن طبيعتها وتاريخها، وهو خلاصة من العقيدة الأخروية والأخلاق، لم ينزل بلغاتهم القومية، ولا أفصح عن حاجات بيئتهم، ولا امتزج بتاريخهم، في حين أن الإسلام بالنسبة إلى العرب ليس عقيدة أخروية فحسب، ولا هو أخلاق مجردة، بل هو أجلى مفصح عن شعورهم الكوني ونظرتهم إلى الحياة، وأقوى تعبير عن وحدة شخصيتهم التي يندمج فيها اللفظ بالشعور والفكر، والتأمل بالعمل، والنفس بالقدر. وهو فوق ذلك كله أروع صورة للغتهم وآدابهم، وأضخم قطعة من تاريخهم القومي، فلا نستطيع أن نتغنى ببطل من أبطالنا الخالدين بصفته عربيا ونهمله أو ننفر منه بصفته مسلما. قوميتنا كائن حي متشابك الأعضاء، وكل تشريح لجسمها وفصل بين اعضائها يهددها بالقتل فعلاقة الإسلام بالعروبة ليست إذن كعلاقة أي دين بأية قومية. وسوف يعرف المسيحيون العرب، عندما تستيقظ فيهم قوميتهم يقظتها التامة ويسترجعون طبعهم الأصيل، أن الإسلام هو لهم ثقافة قومية يجب أن يتشبعوا بها حتى يفهموها ويحبوها فيحرصوا على الإسلام حرصهم على أثمن شيء في عروبتهم. وإذا كان الواقع لا يزال بعيدا عن هذه الأمنية، فإن على الجيل الجديد من المسيحيين العرب مهمة تحقيقها بجرأة وتجرد، مضحين في سبيل ذلك بالكبرياء والمنافع، إذ لا شيء يعدل العروبة وشرف الانتساب إليها | ميشيل عفلق |

كذلك، يروي محمد عمارة في كتابه عن ميشيل عفلق:

### موقف البعث من الشيوعية
رغم تأثر عفلق في البداية بالنظرية الشيوعية، عاد ورأى فيها أداة معادية وهادمة للقومية العربية. وجاء تحديد موقف حركة البعث من الشيوعية على لسان ميشيل عفلق وصلاح الدين البيطار في كتابهما القومية العربية وموقفها من الشيوعية على النحو التالي:

### العلاقة مع الأمم الأخرى
يقوم فكر البعث على الاعتراف بما هو ايجابي وطرح ما هو سلبي مثل العصبيات. يقول عفلق عام 1956:

### موقف عفلق من انفصال سورية عن الجمهورية العربية المتحدة
رغم ملاحقة عبد الناصر لعفلق واضطهاده للبعثيين عموما، حزن عفلق على قرار انفصال سورية عن الجمهورية العربية المتحدة الذي نتج عن انقلاب حيدر الكزبري وموفق عصاصة. وحسب إلياس الفرزلي، أحد رفاق عفلق في بيروت، كان موقف عفلق من الوحدة مبدئيًا فغضب من صلاح البيطار وأكرم الحوراني الذين أيدا الانفصال، وأصدر بياناً شجب فيه الانفصال. حمى موقف عفلق الحزب في سورية ومكنه من القيام بانقلاب 8 آذار. وأخرج بالموقف الذي أعلنه من بيروت الحزب من أيدي القائمين بالانفصال. كان عفلق شديد الوضوح. فبعد 28 أيلول تاريخ الانفصال، حصل انقلاب آخر في 22 آذار 1962. ولم يرض عبد الناصر بالانقلاب الجديد. وأيد عفلق عودة الوحدة من دون أن تحظى أخطاؤها برضاه. كان يعتبر أن هناك خندقين: خندق الرجعية والانفصالية وخندق الوحدة.

## أفكار عفلق والربيع العربي
حسب وزير الإعلام السوري السابق محمد أحمد الزعبي، فإن الأفكار والمبادئ البعثية التي ناهز عمرها نصف قرن، ما تزال أفكارا تنبض بالحياة، وتعبر عن حركات التحرر الوطني العربية، التي تجسدها ثورات الربيع العربي، ولهذا باتت الشعارات الثلاثة التي تمثل خلاصة فكر عفلق (الوحدة والحرية والاشتراكية) شعارات العديد من حركات التحرر في مختلف أقطار الوطن العربي. وجسب الزعبي، فإن الممارسات الخاطئة التي مارستها وتمارسها قوى وعناصر سياسية وأيديولوجية حملت وتحمل اسم البعث هي انحراف بيّن عن الفكر الحقيقي للبعث، وعن فكر قائده المؤسس ميشيل عفلق، ولا سيما فيما يتعلق بالممارسة الديمقراطية وحقوق الإنسان.

## مؤلفاته
بدأ عفلق الكتابة في تشرين الأول عام 1935 (مقالة عهد البطولة) وكان آخر ما ألفه هو «الديمقراطية والوحدة عنوان المرحلة الجديدة» عام 1989 في ذكرى إنشاء الحزب وانتهاء الحرب العراقية الإيرانية.
ومن مؤلفاته كتاب "في سبيل البعث"، وطبع عام 1977م، في جزئين، حيث جمع فيه معظم مقالاته ثم طبع منه عدة نسخ أخرى مضافا إليه جميع مقالاته بعد وفاته من خمسة أجزاء.

## نقده

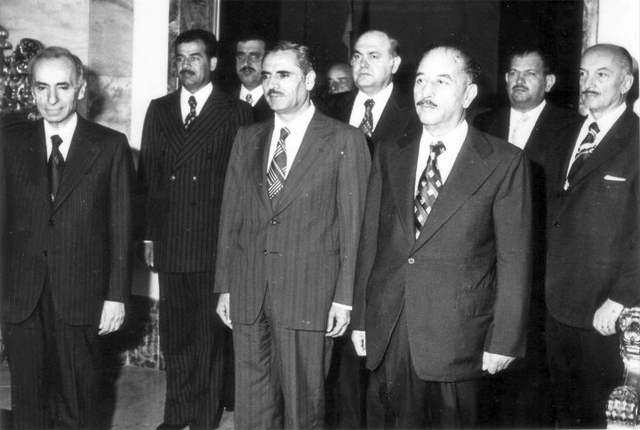
أعضاء القيادة الوطنية لحزب البعث العربي الاشتراكي (الجناح العراقي): مؤسس الحزب والأمين العام ميشيل عفلق (يسار)، نائب الرئيس العراقي صدام حسين (الخط الثاني)، الأمين العام المساعد شبلي العيسمي (منتصف اليسار) والرئيس العراقي أحمد حسن البكر (في منتصف اليمين) وآخرون

تعرض ميشيل عفلق لانتقادات من أطراف عدة، مثل السعودية والفرع السوري لحزب البعث ومن مراقبين اعتبروا أنه كان حالمًا أكثر مما كان واقعيا، وأنه لم يضع خطة للعمل على تحقيق الوحدة بل اكتفى بوضع الأساس الفكري.

### الخلاف مع الفرع السوري لحزب البعث
بعد انقلاب الثامن من آذار ووصل البعث إلى السلطة من جديد، بدأ الصراع بين كتلتين داخل الحزب، الأولى تمثل القيادة التاريخية للحزب مثل ميشيل عفلق وصلاح الدين البيطار ومنيف الرزاز وشبلي العيسمي وغيرهم التي استُحضِرَت إلى الحكم بُعَيْدَ انقلاب آذار 1963، ومعهم بعض الضباط وعلى رأسهم أمين الحافظ والضابط النافذ آنذاك محمد عمران من جهة، وبين كتلة من الضباط البعثيين الصغار المنتمين في معظمهم للأقليات، وحسم هذا الصراع بانقلاب 23 شباط 1966 داخل الحزب، حيث أزاحت مجموعة من ضباط البعث ذوي الرتب الصغيرة القيادة التاريخية للحزب، فانتهت السلطة بالحزب الحاكم إلى يد مجموعة ضباط بعثيين يساريين متشددين أبرزهم صلاح جديد وحافظ الأسد ومصطفى طلاس وسليم حاطوم وعبد الكريم الجندي، ومعظمهم من الأقليات. تحالفت هذه المجموعة الصغيرة مع مجموعة من القيادات المدنية البعثية السنية، مثل نور الدين الأتاسي الذين عُين في منصب رئيس الجمهورية ويوسف زعين في منصب رئيس الوزراء وعدد آخر. بعد الانقلاب داخل أجنحة الحزب فر ميشيل عفلق إلى العراق. بعد ذلك، ونتيجة الخلافات الشخصية مع عفلق وزعماء الفرع العراقي للحزب، اتهم الجناح المنتصر في الفرع السوري عفلق «بسرقة» أفكاره من مؤسس حزب البعث زكي الأرسوزي. وبعد وصول صلاح جديد وحافظ الأسد إلى السلطة بحزب البعث عام 1966، حكم في دمشق على عفلق بالإعدام.

### الانتقادات الفكرية
بحسب محمد أحمد الزعبي، طبعت الانتقائية فكر ميشيل عفلق، مع أنها أكسبت أيديولوجية البعث المرونة والقابلية على التفاعل مع الأيديولوجيات الأخرى، ولكنها أبقتها، في نفس الوقت، في فلك الاتجاه المثالي الفلسفي.

## رحيله وادعاءات اعتناقه للإسلام

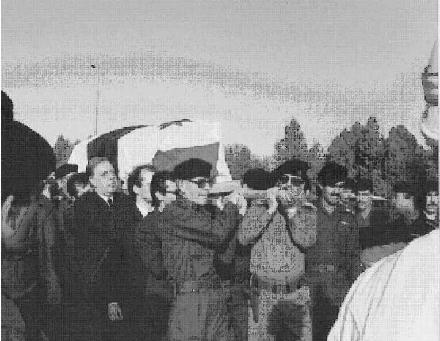
صدام حسين وعزة الدوري يحملان جثمان عفلق في بغداد.

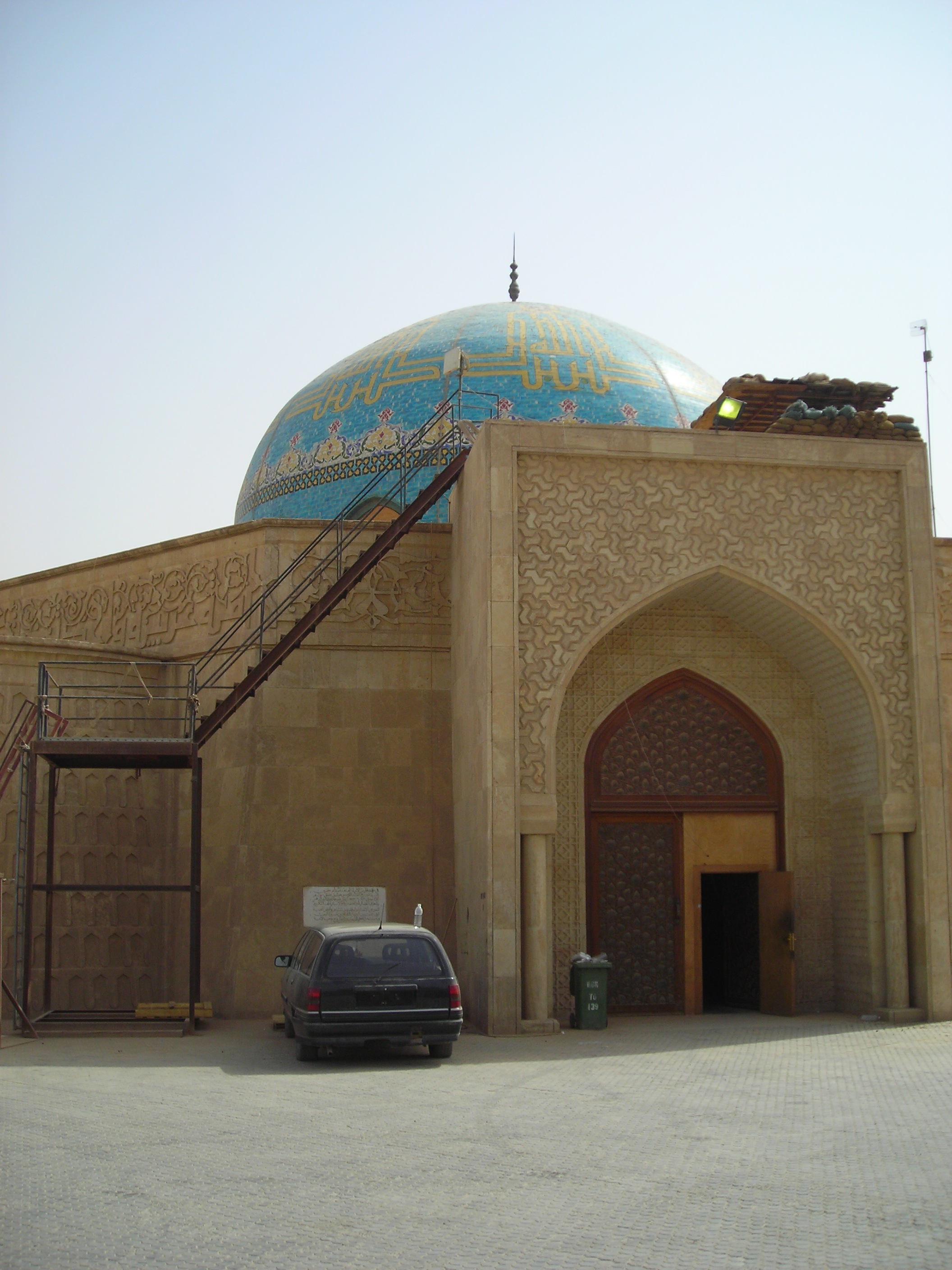
قبر ميشيل عفلق

توفي عفلق في باريس عام 1989 ومنها نقل إلى بغداد لدفنه. أقامت الحكومة العراقية تأبيناً مهيباً له ودفنته في قبر مزخرف تحت قبة زرقاء في الحديقة الغربية لمقر القيادة القومية لحزب البعث في بغداد عند تقاطع شارع الكندي مع طريق القادسية السريع. وذكرت الحكومة العراقية آنذاك خبر اعتناق ميشيل الإسلام قبل مماته.
أنكرت أسرة ميشيل عفلق هذه الإدعاءات، علمًا تحدث إياد عفلق نجل ميشيل عن رسالة كتبها والده قبل وفاته ووضعها في مصحف كان يحمله، وذكر فيها أنه شهد الشهادتين وأنه يموت على دين الإسلام، ووقّع في نهاية الرسالة باسم «أحمد ميشيل عفلق» بتاريخ 12 تموز 1980. ولكن بحسب مركز بيركلي كانت أسباب ادعاءات اعتناق عفلق للإسلام بحسب أعضاء مجهولين من أسرة عفلق، أداة استخدمت من قبل صدام حسين لنأي البعثية عن المسيحية.
وبين تأكيد البعض ونفي آخرين لإسلام عفلق، تحدثت مقالة نشرتها صحيفة دنيا الوطن عن إسلام عفلق، وفيها استنتج الكاتب شاكر الجوهري ثلاثة أشياء:
- أن رسالة عفلق لم تكتب لغايات الدعاية السياسية، إذ أنها لو كانت كذلك، لما دست بين دفتي مصحف عفلق قرابة الست سنوات قبل أن يعثر عليها صدفة، ولم تكتشف إلا بعد مماته.
- أنها غير موجهة لأحد بعينه، وإنما لمن يعثر عليها في حالة سقوط أو إسقاط الطائرة.
- أن عفلق كان مسلما حقا، وأنه كان يقرأ القرآن الكريم.[8]

## توثيق سيرته
- الأستاذ - قصة حياة ميشيل عفلق. زهير المارديني. رياض الريس للكتب والنشر، 1988.

## تدمير قبره
في تشرين الثاني من عام 2003 هدمت قوات التحالف (أمريكا)في العراق قبر ميشيل عفلق إثر قرار مجلس الحكم الانتقالي باجتثاث البعث. العديد من الجهات استنكرت ذلك العمل. وفي آذار 2004 أحبط الأردن محاولة تهريب شاهد القبر الخاص به إلى الأردن.

## وصلات خارجية
- ميشيل عفلق على موقع الموسوعة البريطانية (الإنجليزية)
- ميشيل عفلق على موقع مونزينجر (الألمانية)
- في سبيل البعث - ميشيل عفلق - الأجزاء الخمسة
- قائمة مؤلفات ميشيل عفلق مسلسلة زمنيا